# 吉貝克船
吉貝克船（Xebec、Zebec），是一種主要用於貿易的地中海帆船。這個詞彙也可以指十六世紀至十九世紀的小型快速船隻，幾乎只在地中海使用。約100~200噸。
早期的吉貝克船是二桅，後來演變成三桅。18世紀後，成為巴巴里海盜的首選船隻。